# Reserva Natural Tanintharyi
A Reserva Natural Tanintharyi é uma reserva natural estrita nos montes Tenasserim de Mianmar, cobrindo cerca de 1699 quilómetros quadrados. Em elevação, varia de uma elevação de 20–130 m (66–427 ft). A maior parte da floresta tropical é perene, intercalada com algumas pastagens. A reserva fornece habitat para o elefante asiático (Elephas maximus) e para Hydrornis gurneyi.